# Catalunya Acció
Catalunya Acció és una organització política independentista catalana fundada l'any 2005, que té com a objectiu la independència dels Països Catalans. El seu president executiu és l'empresari i escriptor Santiago Espot i el seu director general l'enginyer Josep Castany. El 10 de setembre de 2008 va presentar el «Cant de la Independència», una composició musicada pel cantautor Josep Meseguer sobre un himne escrit per Vicenç Albert Ballester i Camps amb arranjaments musicals de Jordi Prades, i ha fet campanyes de denúncia d'establiments que no retolaven en català.
Des del punt de vista electoral, Catalunya Acció va crear Força Catalunya com a marca electoral i Santiago Espot va donar suport a la iniciativa Suma Independència el desembre del 2009 amb l'objectiu de crear una candidatura amb vista a les eleccions al Parlament de Catalunya de 2010 que agrupés les diverses forces polítiques que volen aconseguir la independència de Catalunya i, posteriorment, l'organització va donar suport a l'impuls de Solidaritat Catalana per la Independència, al que volia que s'unissin Reagrupament. A inicis de l'any 2011 es va manifestar en favor d'una candidatura independentista de Solidaritat Catalana per la Independència per les eleccions municipals de Barcelona, i el 2020 va manifestar que es presentaria a les properes eleccions amb el partit Força Catalunya.